# Cyathotrochus pileus
Cyathotrochus pileus är en korallart som först beskrevs av Alcock 1902.  Cyathotrochus pileus ingår i släktet Cyathotrochus och familjen Turbinoliidae. Inga underarter finns listade i Catalogue of Life.